# Sweet Country (2017)
Sweet Country ist ein australisches Abenteuer-Kriminaldrama von Warwick Thornton, das am 6. September 2017 im Rahmen der Filmfestspielen von Venedig seine Premiere feierte und am 27. September 2018 in die deutschen Kinos kam.

## Handlung
1929 im Outback des Northern Territory in Australien. Sam Kelly, ein Aborigine mittleren Alters, arbeitet für den freundlichen Prediger Fred Smith.
Der Kriegsveteran Harry Marsh kauft sich eine Farm in der Nachbarschaft und bittet Smith darum, dass Sam mit seiner Frau und seiner Nichte einen Viehzaun reparieren. Doch Harry entpuppt sich als ein kranker und verbitterter Mann, und seine Beziehung zu Sam eskaliert schnell. Er lässt Sam hart arbeiten, vergewaltigt seine Frau und schickt alle drei zurück, ohne ihnen Essen gegeben zu haben.
In der Nacht ist der junge Philomac von Harrys Farm geflohen und Harry vermutet ihn im Haus der Smith-Farm, in dem sich aber nur Sam und seine Frau befinden. Harry schießt mehrfach ins Hausinnere und als er die Tür aufbricht, feuert Sam mit Smiths Gewehr auf ihn, um sein eigenes Leben zu retten. Harry Marsh stirbt vor Smith’ Haus. Weil er einen weißen Mann getötet hat, sieht Sam sich gezwungen, mit seiner Frau in das lebensfeindliche Outback zu fliehen.
Eine von Sergeant Fletcher geleitete Gruppe versucht Sam dort aufzuspüren, doch dem klugen und erfahrenen Buschmann gelingt es immer wieder seine Fährte zu verwischen. Als Fletcher und seine Männer den Weg einer Gruppe mit Speeren bewaffneter Aborigines kreuzen, kommt einer von Fletchers Männern ums Leben. Nach einem Streit mit Fletcher kehrt Smith auf seine Farm zurück. Schließlich reitet Fletcher allein auf einen Salzsee und wäre dort verdurstet, wenn ihm Sam nicht Wasser gebracht hätte. Als die Gesundheit seiner schwangeren Frau in Gefahr ist, gibt Sam jedoch schließlich auf und stellt sich.
In der Stadt kommt es zu einem Prozess. Richter Taylor stellt anhand von Zeugenbefragungen fest, dass Sam in Notwehr gehandelt hat und er wird freigesprochen. Als Sam zurück nach Hause will, wird er beim Verlassen der Stadt von einem Mann erschossen, der Selbstjustiz übt.

## Produktion
Regie führte Warwick Thornton, das Drehbuch schrieben Steven McGregor und David Tranter. Zur Botschaft seines Films sagte der Regisseur, die Ausbeutung der Ureinwohner als billige Arbeitskräfte wurzle im Kolonialdenken: Gentrifizierung, Rassismus und die über Generationen fortgeführte Unterdrückung und Vernachlässigung. Thornton sieht sich nach eigenen Aussagen als Filmemacher in der Tradition der indigenen Erzählkultur, und in dieser werde die Gegenwart über die Vergangenheit und die Zukunft erzählt.
In South Australia drehte man am Lake Gairdner und im Lake-Gairdner-Nationalpark, in der Umgebung der Eyre-Halbinsel, in der Simpsonwüste und im Outback. Im Northern Territory drehte man in Alice Springs, an einem 40 Kilometer südlich gelegenen Bahnhof der Great Northern Railway in Ooraminna, in der Gebirgskette MacDonnell Ranges, der dort gelegenen Gemeinde Trephina Gorge und im Trephina Gorge Nature Park.
Der Film feierte am 6. September 2017 bei den 74. Filmfestspielen von Venedig seine Premiere und wurde ab 8. September im Rahmen des Toronto International Film Festivals in der Sektion Platform vorgestellt. Im Oktober 2017 wurde der Film beim London Film Festival im offiziellen Wettbewerb gezeigt. Ein Kinostart in den USA erfolgte am 6. April 2018. Im Juli 2018 wurde der Film beim Filmfest München in der Sektion Spotlight gezeigt. Am 27. September 2018 kam der Film in die deutschen Kinos. Der Film wird in Deutschland auf der Plattform von Grandfilm bei Vimeo angeboten. Vom FilmFernsehFonds Bayern erhielt Sweet Country eine Verleihförderung in Höhe von 20.000 Euro.

## Rezeption

### Altersfreigabe und Kritiken
In den USA erhielt der Film von der MPAA ein R-Rating, was einer Freigabe ab 17 Jahren entspricht. In Deutschland erhielt der Film eine Freigabe ab 12 Jahren. In der Freigabebegründung heißt es: „Vereinzelt gibt es Gewalt- und Tötungsszenen. Diese Szenen sind zwar emotional intensiv, wirken jedoch in keiner Weise reißerisch oder selbstzweckhaft, sondern sind schlüssig in die Handlung eingebunden. Zudem wird die Gewalt nicht verherrlicht, sondern als negativ und abstoßend dargestellt. Kinder ab 12 Jahren sind auf Grund ihres psychosozialen Entwicklungsstands in der Lage, dies zu verstehen: Sie können die Szenen in den Kontext der Geschichte einordnen, kritisch hinterfragen und ohne Überforderung verarbeiten.“

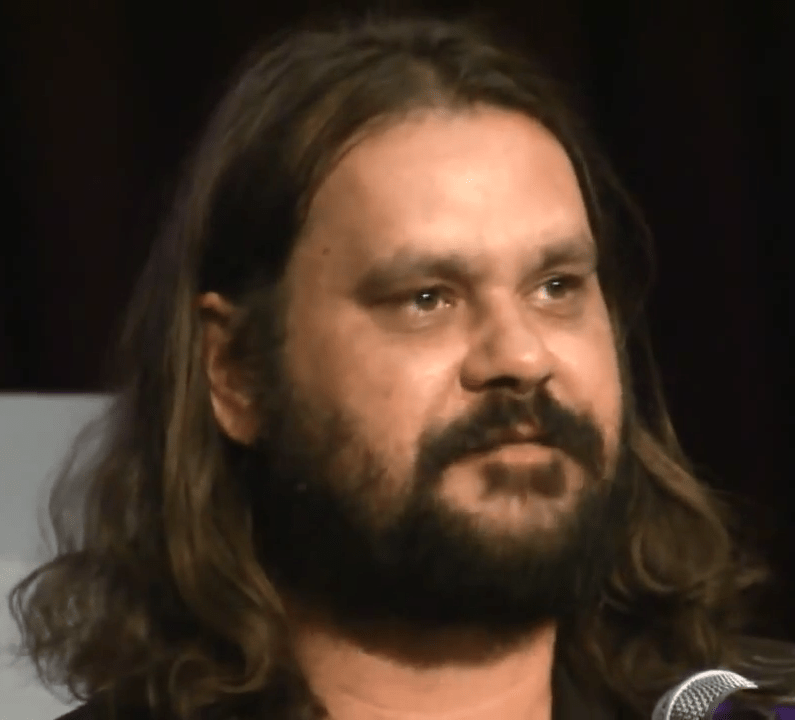
Regisseur Warwick Thornton

Der Film konnte bislang 96 Prozent der Kritiker bei Rotten Tomatoes überzeugen und erhielt hierbei eine durchschnittliche Bewertung von 8,2 der möglichen 10 Punkte. Aus den 20th Annual Golden Tomato Awards ging Sweet Country als bester australischer Film hervor. Auf Metacritic erhielt der Film einen Metascore von 88 von 100 möglichen Punkten.
Benno Feichter von Österreich 1 sagt, Sweet Country sei ein Film mit feinen Schattierungen, der Themen ohne Moralkeule verhandele. Warwick Thornton breche seinen großen Handlungsbogen dabei immer wieder auf und nehme in einzelnen Bildern das Schicksal der Figuren vorweg, so Feichter.
Irina Blum von Cineman.ch erklärt, der Film handele zwar in den 1920er-Jahren, könne aber auch als zeitloses Dokument gesehen werden von Geschichte, die sich immer wieder wiederholt. Die Ausgangslage böte schon beinahe das Potential eines nervenzerreissenden Thrillers, so Blum weiter, doch Regisseur Warwick Thornton habe mit seinem Western aber etwas Anderes vor. „Der Fokus liegt in Sweet Country dann auch weniger auf dem Dramatischen als den leisen Zwischentönen: Obwohl Sweet Country mehr Western als Thriller ist, kommt die Spannung dank einigen unerwarteten Plot-Twists – auf subtile Art und Weise – aber dennoch nie zu kurz.“ Eine durchs Band überzeugende Besetzung sowie eine sorgfältige Figurenzeichnung sorgten dafür, dass das konsequente aber dennoch schockierende Ende nachhalle, so Blum, und als Stück Zeitgeschichte, das trotz allem Grauen einen bittersüssen Nachgeschmack zu hinterlassen vermag.
Patrick Seyboth von epd Film meint, visuell riefen Thornton und sein Kameramann Dylan River die Motive des Wilden Westens auf, in weiten Landschaftsbildern mit glühenden Farben, die die Hitze fast körperlich spüren lassen. Die Wirkung des Visuellen betone Thornton noch durch den Verzicht auf Musik, und er unterstreiche die Bilder atmosphärisch durch Naturgeräusche. In den fast vollkommen entleerten Szenen in einer Salzwüste lasse er seine Akteure dann noch radikaler in eine Sphäre existenzieller Verlorenheit driften, so Seyboth. Der Clou dieses Films sei aber, wie er in seiner formalen Struktur indigene Traditionen aufgreift, sie in den Rahmen des Westerngenres einsetzt und beides so virtuos wie schlüssig vereint: „In der Erzählkultur der Aborigines bestehen Vergangenheit, Gegenwart und Zukunft mehr neben- und ineinander statt nacheinander, wie wir es gewohnt sind. Das Stilmittel der kurzen Inserts, die sich nach und nach als Rück- beziehungsweise Vorblenden entpuppen, wurzelt in dieser Tradition und schlägt eine Brücke zu einem zentralen Motiv des Films: dem Fährtenlesen. Denn immer wieder geht es darum, wie sich das Vergangene in der Gegenwart auswirkt und wie sich im Jetzt bereits Kommendes abzeichnet.“

### Auszeichnungen
Asia Pacific Screen Awards 2017
- Auszeichnung als Bester Film[20]

AACTA Awards 2018
- Auszeichnungen als bester Film, für die beste Regie, das beste Originaldrehbuch, den besten Hauptdarsteller, die beste Kamera und den besten Schnitt
- Nominierungen für die beste Nebendarstellerin, die besten Kostüme, den besten Ton und das beste Casting

Internationale Filmfestspiele von Venedig 2017
- Nominierung für den Goldenen Löwen (Warwick Thornton)
- Auszeichnung mit dem Spezialpreis der Jury (Warwick Thornton)[21]

Jerusalem Film Festival 2018
- Nominierung als Bester Film (Warwick Thornton)[22]

London Film Festival 2017
- Nominierung als Bester Film im offiziellen Wettbewerb (Warwick Thornton)

Toronto International Film Festival 2017
- Auszeichnung mit dem Platform Prize (Warwick Thornton)[23]